# Cattedrale metropolitana di Sant'Anna (Feira de Santana)
La cattedrale metropolitana di Sant'Anna, o anche cattedrale di Feira de Santana, è la cattedrale cattolica di Feira de Santana, in Brasile, nello stato di Bahia.
La chiesa segue il rito romano ed è la sede arcivescovile dell'arcidiocesi di Feira de Santana, che fu eretta nel 1962 con la bolla pontificia Novae Ecclesiae di papa Giovanni XXIII. È anche sede dell'omonima parrocchia, che si trova nella via Góes Calmon, distretto del Centro, piazza Monsenhor Renato de Andrade Galvão.

## Sito storico
Nel 1991 la cattedrale di Sant'Anna è stata inserita dallo stato di Bahia nell'elenco delle strutture storiche (tombo processo) No. 015/91.